# Edmond Van Dieren
Edmond Van Dieren (Gent, 11 november 1879 - Brussel, 29 januari 1961) was een Belgisch advocaat en politicus.

## Levensloop
Na twee jaar middelbare studies aan het Sint-Barbaracollege, vervolledigde Van Dieren, na de verhuis van zijn gezin naar Herenthout, de humaniora aan het Sint-Jozefscollege van Herentals. Hij promoveerde aan de Katholieke Universiteit Leuven in 1902 tot doctor in de rechten en vestigde zich als advocaat in Leuven. Hij werd in 1907 lid van een Leuvense drukkingsgroep, genaamd Vlaamsche Volksraad. Bij de oprichting van het Katholiek Vlaamsch Verbond werd hij ook bestuurslid van de Brabantse afdeling.
Bij het begin van de Eerste Wereldoorlog werd hij krijgsgevangen genomen. In 1915 kon hij ontsnappen en zich via België en Nederland naar Engeland begeven, waar hij aan het werk ging tot het einde van de oorlog in de diensten van de Britse censuur. Terug in Leuven moest hij de vernieling vaststellen van zijn huis, zijn bibliotheek en zijn dossiers. Hij moest van vooraf aan herbeginnen. Hij nam de verdediging op zich van vervolgde activisten, onder meer van August Borms in 1919 en van Adiel Debeuckelaere in 1922. In 1921 was hij een van de sprekers op de eerste amnestiemeeting.
In 1919 werd hij door de Frontpartij gevraagd op de lijst in het arrondissement Antwerpen voor de Kamer van volksvertegenwoordigers, maar hij weigerde. Later werd Van Dieren actief in de Katholieke Vlaamsche Landsbond. In 1929 bekleedde hij als onafhankelijke de eerste plaats op de kieslijst voor de Senaat van de nationalistische Katholieke Vlaamsche Volkspartij (KVV) in het kiesarrondissement Mechelen-Turnhout en hij werd verkozen. In 1932, ingevolge de verdeeldheid binnen het Vlaams-nationalistische kamp, werd hij niet herkozen. In 1936 en 1939 werd hij als onafhankelijke herkozen, evenwel met de steun van het Vlaams Nationaal Verbond (VNV). Hij bleef senator tot in 1946 en was de woordvoerder van de Vlaams-nationalistische fractie.
Bij het begin van de Tweede Wereldoorlog was Van Dieren de woordvoerder van de Vlaams-nationalistische senatoren. Namens deze groep legde hij een plechtige verklaring af van loyauteit tegenover België en van afkeuring van ieder hernieuwde vorm van activisme. Hij stond op de lijst van de Belgen die verdacht werden van verstandhouding met de vijand en moesten weggevoerd worden. Hij ontsnapte aan het wegvoeren en protesteerde hiertegen hevig. In het Justitiepaleis ontmoette hij de procureur-generaal Walter Ganshof van der Meersch, die verondersteld werd de lijst van weg te voeren personen te hebben opgesteld, en hij bracht hem een symbolische kaakslag toe.
Tijdens de oorlog verdedigde hij een aantal voor het Duitse krijgsgerecht gebrachte Belgen. Na de oorlog werd in de Senaat zijn parlementaire onschendbaarheid opgeheven, waar hij verdedigd werd door de CVP-senator August De Boodt,en werd hij voor de krijgsraad van Brussel gebracht. De beschuldiging was dat de kaakslag gegeven aan Ganshof van der Meersch een vorm van verklikking was geweest en dat hij de collaboratie had gesteund. Hij werd veroordeeld tot acht jaar gevangenis, in beroep verminderd tot 5 jaar en nadien, omwille van een procedurefout, tot 3 jaar. Uiteindelijk werd hij na een nieuwe procedurefout in november 1947 vrijgesproken, na anderhalf jaar hechtenis.
In 1949 voerde hij in Brussel de 'Lijst Van Dieren' aan. Hij werd niet verkozen. In 1952 was hij betrokken bij de oprichting van de Vlaamse Volksbeweging (VVB). Van deze organisatie was hij van 1952 tot 1954 bestuurslid. Hij speelde echter geen belangrijke politieke rol meer. Wel bleef hij actief als advocaat aan de balie van Brussel.